# Александровка (Озерський район)
Александровка (рос. Александровка) — село у Озерському районі Московської області Російської Федерації

## Розташування
Село Александровка входить до складу міського поселення Озьори, воно розташовано на березі Оки. Найближчі населені пункти Комарево. Найближча залізнична станція Озьори.

## Населення
Станом на 2010 рік у селі проживало 27 людей